# 小行星2067
小行星2067（2067 Aksnes）是一颗绕太阳运转的小行星，为主小行星带小行星。该小行星于1936年2月23日发现。
該小行星以天文學家卡爾·阿克斯內斯命名。

## 轨道参数
小行星2067的轨道半长轴为3.9536976 UA，离心率为0.183。